# Uniwersytet w Piurze
Uniwersytet w Piurze (hiszp. Universidad de Piura) – peruwiańska uczelnia niepubliczna w mieście Piura.

## Historia
Instytucja została założona z inicjatywy św. Josemaría Escrivá de Balaguer, ogłoszonej w 1964, a działalność rozpoczęła 29 kwietnia 1969 roku. W sierpniu 1979 powstała przy Uniwersytecie szkoła biznesu pod nazwą Szkoła Zarządzania Uniwersytetu w Piurze (Escuela de Dirección PAD; akronim PAD od Programa de Alta Dirección) w Limie.
Uczelnia jest dziełem korporacyjnym prałatury Opus Dei. Funkcję wielkiego kanclerza Uniwersytetu sprawuje prałat Opus Dei.

## Struktura
- Wydział Pedagogiczny
- Wydział Ekonomii i Przedsiębiorczości
- Wydział Komunikacji
- Wydział Prawa
- Wydział Nauk Humanistycznych
- Wydział Nauk Technicznych
- Wydział Medyczny